# Guioa asquamosa
Espèce
Statut de conservation UICN

 VU B1+2c : Vulnérable
Guioa asquamosa est une espèce de plantes de la famille des Sapindaceae.

## Publication originale
- Blumea 33: 411. 1988.